# Christoph Gudermann
Christoph Gudermann (1798-1852) est un mathématicien prussien, élève de Gauss et maître de Weierstrass.

## Biographie
Gudermann est fils d'enseignant et, après des études à Göttingen, enseigne lui-même à Clèves puis à Münster.
Il est le premier à dispenser, en 1839-1840, un cours sur les fonctions elliptiques, qui influence Weierstrass de manière déterminante.
Gudermann est à l'origine du concept de convergence uniforme, par ses observations sur les fonctions elliptiques, mais sans le formaliser ni l'utiliser dans ses démonstrations, ce que fit Weierstrass par la suite.
Ses recherches sur la géométrie sphérique et les fonctions spéciales se concentrent sur des cas particuliers, si bien qu'il n'est pas crédité pour cela comme ceux qui publièrent des travaux ultérieurs plus généraux. La fonction de Gudermann, ou amplitude hyperbolique, porte cependant son nom.